# Музей коневодства

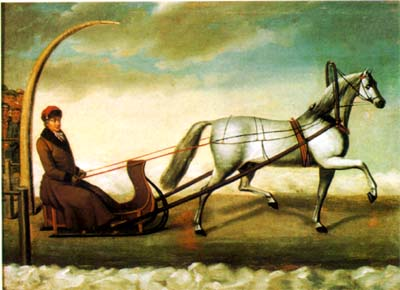
Граф Алексей Орлов-Чесменский едет на жеребце Барс I, картина Н. Сверчкова, 1890-е годы; Музей коневодства, Москва.

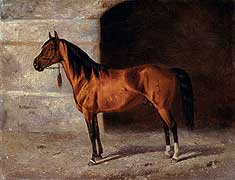
Карабахский жеребец по кличке Хан на картине Н. Сверчкова, 1865 год, Музей коневодства.

Музей коневодства — научно-художественный музей, посвященный развитию коневодства и коннозаводства в России.
Музей находится по почтовому адресу: улица Лиственничная аллея, дом № 2б, город Москва.

## История
Основу музея составила художественная коллекция известного коннозаводчика Я. И. Бутовича. Я. И. Бутович был в своё время владельцем Прилепского конного завода в Тульской области. Он собирал художественные произведения конного жанра, заказывал современным ему художникам портреты рысаков своего конного завода. К 1917 году в его имении было уникальное, крупнейшее в мире художественное собрание «Коннозаводская галерея». Всё это вместе с конным заводом Бутович добровольно передал новой власти. В 1927 году начались переговоры о переводе музея в Москву. Коллекцию музея дополнили картины из Государственного музейного фонда, 12 тысяч книг и журналов, современных и изданных в XVI—XIX веках.
Музей коневодства был открыт в Москве 23 января 1929 года и располагался в здании бывшего Императорского скакового общества при Институте коневодства рядом с Центральным Московским ипподромом. В 1940 году музей был переведён в здание Московской сельскохозяйственной академии имени К. А. Тимирязева.
В фондах музея 12 тысяч книг и журналов, современных и изданных в XVI—XIX веках. 55 тысяч негативов, десятки видеофильмов по тематике музея,
В настоящее время музей открыт для посетителей и принимает участие в учебном процессе академии имени К. А. Тимирязева.

## Экспозиция музея
Первая экспозиция музея была создана в 1947 году, после возвращения музея из эвакуации во время ВОВ. Большой вклад в формирование музея внесли профессор В. О. Витт, доцент, впоследствии профессор А.С. Красников. В связи с расширением площади, экспозиция была переработана и в новом формате, постоянно совершенствующемся, открыта в 2015 году.
Музей коневодства в РГАУ-МСХА имени К. А. Тимирязева в настоящее время включает в себя произведения искусства с изображениями лошадей различных пород, а также видов их использования. В музее более 3 000 живописных, графических и скульптурных работ русских, советских и иностранных художников, беговые дрожки, скелеты выдающихся рысаков, предметы декоративного и прикладного искусства, коллекция поддужных колокольчиков, почтовые марки, открытки, значки с изображениями лошадей.
Экспонаты музея знакомят посетителей с разными породами лошадей, историей коневодства и коннозаводства, с рекордистами разных пород.
Авторами картин музея являются художники: М. И. Авилов, Б. П. Виллевальде, М. А. Врубель, М. Б. Греков, П. Н. Грузинский, А. Д. Кившенко, П. О. Ковалевский, А. О. Орловский, А. А. Пластов, П. Д. Покаржевский, В. Д. Поленов, Ф. А. Рубо, Н. С. Самокиш, Н. Е. Сверчков, В. А. Серов, А. С. Степанов, В. И. Суриков, Л. В. Туржанский, Р. Р. Френц, А. П. Швабе, К. Ф. Юон,Ф. П. Шашкин, М. В. Мальцев и другие. Авторами скульптур, хранящихся в музее, являются скульпторы П. К. Клодт, Е. А. Лансере, А. Л. Обер и другие.
Музей принимал участие в Международных конских выставках: «Эквирос» и «Иппосфера». Экспонаты музея вывозились на выставки в Париже, Москве, Санкт-Петербурге, Киеве, Лейпциге, Хельсинки. Регулярно музей открывает временные тематические выставки из своих фондов, а также предлагает площадку для выставок современных авторов.

## Руководство

### Руководитель
- Бондаренко Иоланта Ивановна